# FIRST机器人竞赛
FIRST机器人竞赛（英語：FIRST Robotics Competition，縮寫：FRC）是一个针对全球高校举办的机器人竞赛。 每年，来自各个高校的学生、教练和顾问组成参赛团队，在六个星期的时间里搭建重达54kg的机器人参加比赛完成任务。例如将球投进目标，将碟片飞入目标，栏杆悬挂，在平衡木上保持平衡。竞赛的主题每年都会发生变化，以维持团队的新鲜感和热情，也给每一个团队更加公平的竞争环境。同时，竞赛团队都会收到由几部分组成的竞赛标准（规则），同时被允许并且鼓励他们订立预算，购买或制作专门的机器人部件。 FIRST机器人竞赛(FRC)是FIRST组织的五个机器人竞赛项目中的一个。另外三个分别是FIRST少儿乐高联赛(Jr.FLL)，FIRST乐高联赛(FLL)，FIRST科技挑战赛(FTC)，FIRST全球挑戰賽(FGC)。
FRC有其独特的文化，通过两个方面得以体现。目的是培养学生成为科学和科技领域的领袖。
高尚的专业精神表达了竞赛内涵的竞争思想，同时否定了谩骂和自夸的做法，鼓励尊重和理解其他的团队。
合作则强调队伍需要在整个赛季里保持精诚合作的态度。
2016年是FIRST机器人竞赛举办的第25周年，3128支队伍涵盖了来自24个国家和地区，超过75000名学生和19000名顾问参与搭建机器人。他们参加了53个地区比赛，65个区域认证比赛和8个区域冠军赛，600支团队在锦标赛后晋级FIRST冠军赛。除了比赛场上的竞争，团队和其成员还获得了企业，创造力，工程，工业设计，安全，控制，传媒，质量等体现竞赛核心价值观的奖项。
大多数团队位于美国，加拿大、以色列、澳大利亚和墨西哥也有数量可观的队伍。中国大陆地区的FIRST赛事则是由中国青少年机器人竞赛引进，2012年前后由同济大学牵头举办了包括FIRST科技挑战赛等一系列FIRST赛事，并且在中国教育改革的背景下迅速发展了起来。

## 历史
FIRST由发明家、企业家迪安·卡门创建于1989年，其建立得益于物理学家、麻省理工学院名誉教授伍迪·弗劳尔的灵感和协助。卡门对于考虑科学和科技作为职业的孩子们的数量之少感到失望——特别是寥寥无几的女性和少数族裔的，他决定改善这一状况。作为一个发明家，他想到了举办能够吸引学生热情的活动，并且认为将科学与科技竞赛和竞技体育进行联合的方式值得一试。
从运动中借鉴经验是获得年轻人青睐的秘诀，卡门说，原来是比较单一的。 “是在放学后，而不是上学时间。是自愿参加的，而不是强制性的。”他向我解释。
“这里没有提问和测试，你只需要参加比赛并获得奖杯和证书。这里没有老师，但你有教练，你获得成长，不需要考虑得失。你和所有的参与者一起完成团队协作——我们认为运动才是团队协作，在课堂上，更像是一块遮羞布。最重要的是，这是一个没有测评的项目，相比之下，传统教育背景下的科学和数学已经被尴尬和不确定性所困扰。
卡门已经表示，FIRST是他感到最自豪的成果，预计参与者将在未来成为重大科技进步的中流砥柱。 第一次FRC赛季在1992年，位于新罕布什尔州的一个高中体育馆举办。第一个赛季的规模比较小，类似于现在的FIRST科技挑战赛和VEX工程挑战赛。 机器人依靠有线连接收到的数据行动，在下一年度，迅速过渡到一个无线控制系统。